# BernArena (Bern)
Die BernArena wird als gebräuchliches Quartier im Stadtteil IV Kirchenfeld-Schosshalde und dem statistischen Bezirk Beundenfeld geführt. Im Quartier befinden sich die PostFinance-Arena als aktuell grösste Eissporthalle der Schweiz mit 17'031 Plätzen sowie die Bernexpo als Messe- und Ausstellungsgelände. Eine Curling-Halle und der Hauptsitz von Postfinance befinden sich ebenfalls im Quartier. 
Die Neue Festhalle ersetzt die alte Festhalle, die seit 2023 gebaut wird und zur BEA 2025 fertiggestellt sein soll. Es sollen bis zu 9000 Personen Platz finden, die für Kulturanlässe, Shows, Kongresse, Messen, Sportveranstaltungen und weitere Events zur Verfügung stehen.
Es grenzt an die Grosse Allmend, die Gewerbezone Galgenfeld, Beundenfeld/Baumgarten und Wankdorffeld.
Im Jahr 2022 waren im Quartier keine Einwohner gemeldet.